# 1943-as magyar tekebajnokság
Az 1943-as magyar tekebajnokság a hatodik magyar bajnokság volt. A férfiak bajnokságát április 24. és május 2. között rendezték meg Budapesten, a Sorg SE Márga utcai pályáján, a nőkét június 6-án Budapesten.

## Eredmények
| Versenyszám  | Arany                                       | Arany | Ezüst                              | Ezüst | Bronz                                | Bronz |
| ------------ | ------------------------------------------- | ----- | ---------------------------------- | ----- | ------------------------------------ | ----- |
| Férfi egyéni | Hideg Pál Kecskeméti MÁV                    | 902   | Tóth Pál Kecskeméti Konzervgyár TE | 885   | Ullmann Károly Lampart SC            | 881   |
| Női egyéni   | Taub Jenőné Köztisztviselők Szövetkezete SE | 526   | Ludaity Kaszánka Ferencvárosi VSK  | 504   | Kiss Mária Kecskeméti Konzervgyár TE | 504   |